# Bistro-plooistoel

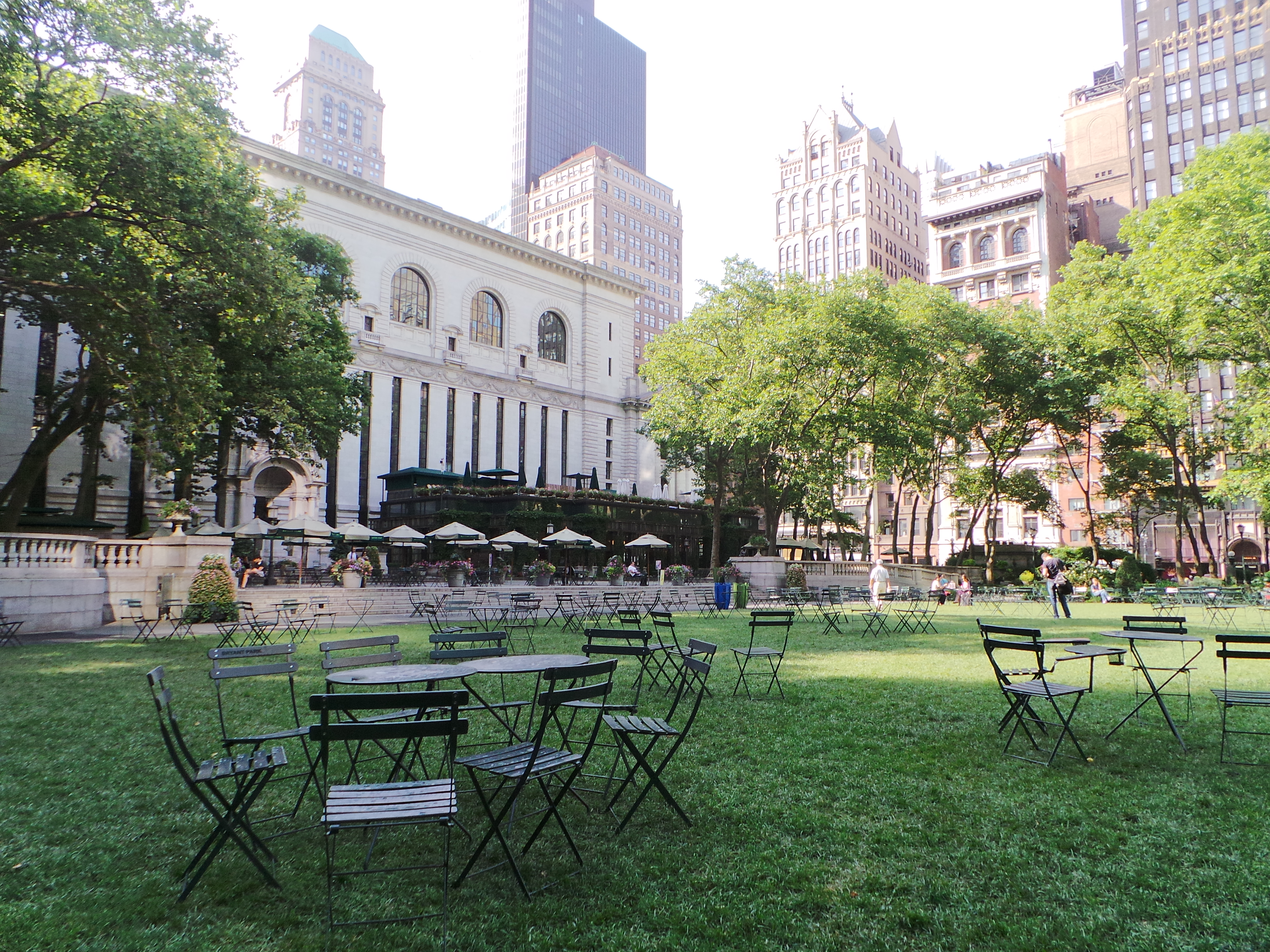
Bistro-stoelen in Bryant Square Park (New York)

De bistro-stoel is een metalen plooistoel van het Franse bedrijf Fermob, dat gespecialiseerd is in buitenmeubelen.
De bistro-stoel is gebaseerd op het model Simplex, dat in 1889 werd gepatenteerd door Édouard Leclerc. De stoel kende al snel veel succes in de Franse bistro's en in de guingettes (uitgaansgelegenheden aan de Seine) rond Parijs. De eenvoudige stoel was gemakkelijk weg te bergen en zo konden eigenaars van bistro's de stoelen dagelijks plaatsen en zo de taks vermijden die werd geheven op permanente terrassen. De stoel kreeg op die manier al snel zijn naam. Oorspronkelijk werd de stoel enkel verkocht in de kleuren wit en cedergroen.
De bistro-stoel wordt anno 2024 geproduceerd in de Fermobfabriek in het Franse Thoissey. Jaarlijks worden er ongeveer 200.000 exemplaren in het gamma bistro verkocht. Het oorspronkelijke ontwerp uit 1889 is maar weinig veranderd. Het opplooisysteem is aangepast om dit veiliger te maken en ook de materiaalkeuze is veranderd. De stoel wordt gemaakt uit roestvrij staal en de dwarslatten zijn beschikbaar in metaal, hout of kunststof. Ook wordt de stoel in meer dan twintig kleuren aangeboden.